# Mathieu Kockelmann
Mathieu Kockelmann, né le 31 janvier 2004 à Schouweiler, est un coureur cycliste luxembourgeois. Il est membre de l'équipe continentale Lotto Development.

## Biographie
Mathieu Kockelmann pratique le cyclisme depuis l'âge de quatre ans. Son frère aîné Raphaël est lui aussi coureur cycliste. Il évolue d'abord à l'UC Dippach, avant d'intégrer le CCI Differdange en 2015. Dans les catégories de jeunes, il devient à plusieurs reprises champion du Luxembourg, sur route et en cyclo-cross. Il intègre ensuite l'effectif junior du Cyclo-Club Chevigny en 2021. Lors de cette saison, il remporte un nouveau titre de champion national. Il se fait également remarquer avec la sélection luxembourgeoise en obtenant divers tops dix sur des étapes du Tour du Valromey et du Grand Prix Rüebliland.
En 2022, il court alternativement avec l'équipe nationale du Luxembourg et le Team Auto Eder, une structure liée à la formation Red Bull-Bora-Hansgrohe. Il montre alors sa progression en étant l'un des meilleurs juniors au niveau international. Bon rouleur, il devient champion d'Europe junior du contre-la-montre. Dans le calendrier de la Coupe des Nations, il s'impose sur deux étapes de la Course de la Paix juniors, au sprint puis sur un contre-la-montre. Il remporte aussi une étape ainsi que le classement général du Saarland Trofeo. La même année, il prend la sixième place de Gand-Wevelgem juniors. Il termine par ailleurs encore cinquième du Grand Prix Rüebliland, tout en ayant gagné une étape. Compte tenu de ses performances, il fait partie des Luxembourgeois sélectionnés pour disputer les championnats du monde de Wollongong. Il ne prend toutefois que la onzième place du contre-la-montre junior, à sa grande déception.
Pour ses débuts espoirs, il rejoint l'équipe continentale Lotto-Kern Haus en 2023. Il continue dans le même temps d'être suivi par l'encadrement de Red Bull-Bora-Hansgrohe. Son évolution est cependant entravé par des problèmes dorsaux. Il parvient néanmoins à devenir champion du Luxembourg du contre-la-montre dans sa tranche d'âge. Au printemps 2024, il fait son retour au premier plan en s'imposant sur une étape de l'Orlen Nations Grand Prix. Quelques mois plus tard, il participe au Tour de l'Avenir, où il se classe septième d'une étape.
Après deux saisons passées chez Lotto-Kern Haus, il décide de rejoindre la réserve de l'équipe belge Lotto en 2025. Il effectue sa reprise en plein hiver avec un titre de champion du Luxembourg espoir de cyclo-cross. Le 9 avril, il prend la neuvième place de la Boucle de l'Artois. Aux mois de mai et juin, il termine deuxième d'une étape de la Course de la Paix espoirs et troisième d'une étape de l'Orlen Nations Grand Prix, deux compétitions inscrites au calendrier de la Coupe des Nations U23. Il complète aussi son palmarès avec un nouveau titre de champion du Luxembourg espoir dans l'exercice chronométré.

## Palmarès sur route

### Par année
- 2016
  -  Champion du Luxembourg sur route minimes
- 2018
  -  Champion du Luxembourg sur route cadets
- 2020
  -  Champion du Luxembourg du contre-la-montre débutants
- 2021
  -  Champion du Luxembourg sur route juniors
  - 3e du Ster van Zuid-Limburg
- 2022
  -  Champion d'Europe du contre-la-montre juniors
  -  Champion du Luxembourg du contre-la-montre juniors
  - 1re et 2ea (contre-la-montre) étapes de la Course de la Paix juniors
  - LVM Saarland Trofeo :
    - Classement général
    - 3eb étape

  - GP Luxembourg
  - 2eb étape du Grand Prix Rüebliland
  - 2e du championnat du Luxembourg sur route juniors
- 2023
  -  Champion du Luxembourg du contre-la-montre espoirs
  - Grand Prix OST Manufaktur
  - 2e du championnat du Luxembourg sur route espoirs
- 2024
  - Wallerfanger Saargau
  - 3e étape de l'Orlen Nations Grand Prix
  - 2e du championnat du Luxembourg du contre-la-montre espoirs
- 2025
  -  Champion du Luxembourg du contre-la-montre espoirs
  - Grand Prix OST Manufaktur
  - Grand Prix Kropemann
  - 3e étape du Tour du Brabant flamand
  - 2e du Wim Hendriks Trofee

### Classements mondiaux
| Année                                 | 2023  | 2024 |
| ------------------------------------- | ----- | ---- |
| Classement mondial                    | 1054e | 785e |
| UCI Europe Tour                       | 733e  | 575e |
|                                       |       |      |
| Légende : nc = non classéSource : UCI |       |      |

## Palmarès en cyclo-cross
- 2018-2019
  -  Champion du Luxembourg de cyclo-cross débutants
- 2021-2022
  -  Champion du Luxembourg de cyclo-cross juniors
- 2023-2024
  - 2e du championnat du Luxembourg de cyclo-cross espoirs
- 2024-2025
  -  Champion du Luxembourg de cyclo-cross espoirs